# Apechthis picticornis
Apechthis picticornis là một loài tò vò trong họ Ichneumonidae.